# 恐怖の湖
恐怖の湖(Lacus Timoris)は、小さな月の海である。この湖の月面座標は、南緯38.8°、西経27.3°で、直径は117kmである。1976年に発見され、グルノーブルでの国際天文学連合の会合で名前が承認された。